# Гілельс Еміль Григорович
Емі́ль Григо́рович Гі́лельс (6 (19) жовтня 1916, Одеса, Російська імперія  — 14 жовтня 1985, Москва, СРСР) — видатний український і радянський піаніст, педагог. Творчість Гілельса справедливо відносять до найвищих досягнень піанізму XX століття. 
|  | Титани фортепіано, подібні до Гілельса, народжуються раз у сторіччя. |

Майніті Сімбун, 1957 рік

## Дитинство (1916–1929)
Еміль Гілельс народився 19 жовтня 1916 року (6 жовтня за старим стилем) в місті Одесі. У родині не було професійних музикантів: батько Еміля працював бухгалтером на цукрово-рафінадному заводі, а матір вела господарство великої сім'ї. Батьки мали дітей від попередніх шлюбів, проте прихильність долі до нового союзу Есфірі та Григорія виявилася в дарунку світові двох видатних музикантів (через три роки після народження Еміля сім'я мала нову радість — народження дочки Єлизавети, яка згодом стала визначною скрипалькою).
Незважаючи на те, що в тогочасній Одесі було скрутно, музика часто лунала в домі й музично обдарованим дітям приділяли багато уваги. Сім'я мала рояль, хоча жила в тіснуватій квартирі в бідному районі Молдаванка. Вже з двох років маленький Еміль торкався до клавіш роялю та уважно вслухався у звуки. Згодом стало зрозуміло, що хлопчик має абсолютний слух. У п'ять із половиною років Еміля відвели навчатися до Якова Ткача, відомого викладача фортепіано в Одесі. Навчання давалося хлопчику дуже легко. Його руки так природно рухалися клавіатурою, що не потребували спеціальної постановки, а надзвичайні слух і пам'ять сприяли легкому та швидкому засвоєнню всієї необхідної музичної грамоти. Усього через декілька місяців він уже грав три розділи етюдів Лешгорна, а згодом сонатини Моцарта та Клементі.
Бувши учнем Рауля Стефана Пюньо, Яків Ткач вів «піаністичну» генеалогію назад до Фредерика Шопена. Утім, педагогічні зусилля викладача були передусім спрямовані на розвиток в учнів техніки виконання. Манера викладання була доволі жорсткою, і маленький Гілельс, м'яка і вразлива дитина, що вдома була оповита любов'ю, через сувору дисципліну в класі намагався приховувати свої почуття. Піаністичний розвиток Гілельса відбувався неймовірно швидко. Викладачу доводилося увесь час стримувати свого учня. Емілю була до душі швидка гра, і чим технічнішою була п'єса, тим більшу насолоду він отримував від її виконання.

Незважаючи на певні обмеження методу викладача, для Гілельса він був першим, хто безпомилково визначив справжній талант маленького учня. Коли Емілю було 9 років, Ткач написав у його характеристиці. 
|  | Міля Гілельс володіє можливостями того, хто народжений винятково для того, щоб стати піаністом, і при подальшому його розвитку, СРСР у майбутньому збагатиться піаністом світового рівня. |

У травні 1929 року в 12-річному віці Гілельс дав свій перший публічний концерт. У програмі були «Патетична» соната Бетховена, концертний етюд Ліста «Un Sospiro», декілька сонат Скарлатті, Скерцо Мендельсона, декілька етюдів Шопена, вальс та інші твори. Слухачі були вражені не стільки винятковою віртуозністю виконання, скільки глибиною інтерпретації, прозорістю та витонченістю. Ці основні характеристки пролягли надалі через всю його артистичну кар'єру.
Для всіх, хто був зацікавлений неабияким талантом Гілельса, було зрозуміло, що учень узяв від викладача все, що міг. Еміль мріяв навчатися у видатного піаніста та викладача Фелікса Блуменфельда, але той був уже сильно хворим і невдовзі помер. Восени 1930 року Гілельс вступив до одеської консерваторії в клас Берти Михайлівни Рейнгбальд.
1931 року його прослухав Артур Рубінштейн, що приїжджав на гастролі до Одеси. Надалі він часто згадував свою першу зустріч з Гілельсом. 
|  | Я не знаходжу слів, щоби розповісти, як він грав. Скажу одне: якщо він коли-небудь приїде до Сполучених Штатів, мені тут буде нічого робити. |

Через 50 років, в 1979 році він відзначив цю подію концертами в Одеському оперному театрі та у Великій залі Московської консерваторії.
1930 року вступив до Одеської консерваторії у клас Берти Рейнгбальд. 1933 року, в 16-річному віці, здобув тріумфальну перемогу на першому всесоюзному конкурсі музикантів-виконавців і став знаменитим на всю країну. Після закінчення консерваторії 1935 року вступив до Школи вищої майстерності при Московській консерваторії (клас Генріха Нейгауза). 1938 року перемагає на престижному конкурсі ім. Ізаї у Бельгії.

Під час Другої світової війни Гілельс веде активну концертну діяльність: виступає у військових частинах, у шпиталях, в тилу. Арам Хачатурян згадує: 
|  | Особливо хотілося б сказати про концертну діяльність музиканта під час Великої Вітчизняної війни. Тоді сценою для нього слугували і аеродроми, і цехи заводів. В тяжкі дні випробувань мистецтво Еміля Гілельса надихало і закликало до перемоги. Воно було просто необхідно. Як необхідно нам і зараз. |

1945 року виступає у Потсдамі на конференції голів урядів СРСР, США і Великої Британії.
З 1945 року викладав у Московській консерваторії (з 1952 — професор). Серед його учнів — Володимир Афанасьєв та Фелікс Готліб.
На початку 1950-х років Гілельс став першим радянським музикантом, який регулярно концертував на Заході.
У 1958, 1962, 1966, 1970 рр. був головою журі у номінації «фортепіано» на Міжнародному конкурсі ім. П. Чайковського.
12 вересня 1985 року Гілельс дав свій останній концерт у Гельсінкі; за місяць, 14 жовтня, помер.

## Творчість
Надзвичайно широкий репертуар Гілельса охоплював фортепіанні твори від епохи бароко до музики XX століття. Особливе місце в репертуарі займали твори Бетховена. Гілельс неодноразово виконував і записував всі фортепіанні концерти Бетховена, але не встиг завершити роботу із запису всіх його фортепіанних сонат. Зрілому виконавському стилю Гілельса властива цілісність, відчуття музичної форми та глибоке проникнення у духовну цінність концепції музичних творів. Митця називали піаністом «об'єктивної» манери, що не мала у собі ніяких надмірностей та «автобіографізму».
Гілельс виступав також в ансамблях, у тому числі в тріо з Леонідом Коганом та Мстиславом Ростроповичем.

## Відзнаки
- 1933 — переможець першого всесоюзного конкурсу музикантів-виконавців
- 1936 — лавреат міжнародного конкурсу піаністів у Відні, друга премія
- 1938 — переможець конкурсу ім. Ізаї у Брюсселі, Бельгія
- 1946 — державна премія СРСР
- 1954 — народний артист СРСР
- 1962 — Ленінська премія
- 1976 — Герой Соціалістичної Праці